# Annona (geslacht)

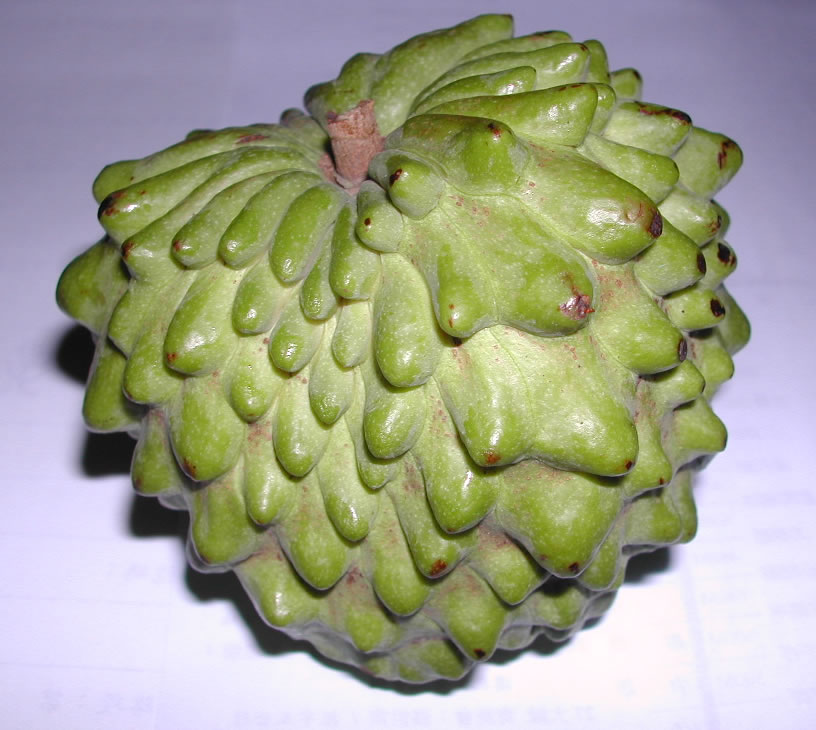
Atemoya

Annona is een plantengeslacht uit de familie Annonaceae. De naam Anonna is afgeleid van "annon" (Taíno).
Het geslacht bestaat uit ongeveer 100 tot 150 soorten grotendeels tropische bomen en heesters met afwisselden geplaatste, enkelvoudige, leerachtige bladeren. Een aantal soorten hebben  eetbare vruchten.
De vruchten zijn verzamelvruchten: ze ontstaan uit vele met elkaar vergroeide vruchtjes, die ieder ontstaan uit één vruchtblad, maar wel van dezelfde bloem.
Bloemformule: * K3 C6 A∞ G3-∞ besvrucht
Het gaat om het op een na grootste geslacht in de familie Annonaceae. Alleen het geslacht Guatteria heeft meer soorten. De soorten komen oorspronkelijk voor in tropisch Afrika en van Mexico tot in tropisch Zuid-Amerika. Vele hebben landbouwkundige, medicinale, farmaceutische en andere toepassingen.

## Soorten
- Annona acuminata Saff.
- Annona acutiflora Mart.
- Annona acutifolia Saff. ex R.E.Fr.
- Annona amazonica R.E.Fr.
- Annona ambotay Aubl.
- Annona andicola (Maas & Westra) H.Rainer
- Annona angustifolia Huber
- Annona annonoides (R.E.Fr.) Maas & Westra
- Annona asplundiana R.E.Fr.
- Annona atabapensis Kunth
- Annona aurantiaca Barb.Rodr.
- Annona bahiensis (Maas & Westra) H.Rainer
- Annona bicolor Urb.
- Annona billbergii R.E.Fr.
- Annona boliviana (R.E.Fr.) H.Rainer
- Annona bullata A.Rich.
- Annona burchellii R.E.Fr.
- Annona cacans Warm.
- Annona caesia G.E.Schatz, C.A.Ramos & O.Ortiz
- Annona calcarata (R.E.Fr.) H.Rainer
- Annona calophylla R.E.Fr.
- Annona campestris R.E.Fr.
- Annona caput-medusae Westra & H.Rainer
- Annona cascarilloides Griseb.
- Annona centrantha (R.E.Fr.) H.Rainer
- Annona cercocarpa Saff.
- Annona cherimola Mill. (Cherimoya)
- Annona cherimolioides Triana & Planch.
- Annona conica Ruiz & Pav. ex G.Don
- Annona contrerasii J.Jiménez Ram. & J.C.Soto
- Annona cordifolia (Szyszył.) Poepp. ex Maas & Westra
- Annona coriacea Mart.
- Annona cornifolia A.St.-Hil.
- Annona crassiflora Mart. (Marolo)
- Annona crassivenia Saff.
- Annona cristalensis (Alain) Borhidi & Moncada
- Annona crotonifolia Mart.
- Annona cubensis R.E.Fr.
- Annona cuspidata (Mart.) H.Rainer
- Annona danforthii (Standl.) H.Rainer
- Annona deceptrix (Westra) H.Rainer
- Annona deminuta R.E.Fr.
- Annona densicoma Mart.
- Annona dioica A.St.-Hil.
- Annona dolabripetala Raddi
- Annona dolichopetala (R.E.Fr.) H.Rainer
- Annona dolichophylla R.E.Fr.
- Annona domingensis R.E.Fr.
- Annona duckei Diels
- Annona dumetorum R.E.Fr.
- Annona echinata Dunal
- Annona ecuadorensis R.E.Fr.
- Annona edulis (Triana & Planch.) H.Rainer
- Annona ekmanii R.E.Fr.
- Annona emarginata (Schltdl.) H.Rainer
- Annona excellens R.E.Fr.
- Annona exsucca DC.
- Annona fendleri (R.E.Fr.) H.Rainer
- Annona ferruginea (R.E.Fr.) H.Rainer
- Annona foetida Mart.
- Annona fosteri (Maas & Westra) H.Rainer
- Annona frutescens R.E.Fr.
- Annona gardneri R.E.Fr.
- Annona gigantophylla (R.E.Fr.) R.E.Fr.
- Annona glabra L. (Alligatorappel)
- Annona glauca Schumach. & Thonn.
- Annona glaucophylla R.E.Fr.
- Annona globiflora Schltdl.
- Annona glomerulifera (Maas & Westra) H.Rainer
- Annona gracilis R.E.Fr.
- Annona haematantha Miq.
- Annona haitiensis R.E.Fr.
- Annona havanensis R.E.Fr.
- Annona hayesii Saff.
- Annona helosioides (Maas & Westra) H.Rainer
- Annona herzogii (R.E.Fr.) H.Rainer
- Annona hispida (Maas & Westra) H.Rainer
- Annona holosericea Saff.
- Annona humilis Benth.
- Annona hypoglauca Mart.
- Annona hystricoides A.H.Gentry
- Annona impressivenia Saff. ex R.E.Fr.
- Annona inconformis Pittier
- Annona insignis R.E.Fr.
- Annona ionophylla Triana & Planch.
- Annona iquitensis R.E.Fr.
- Annona jahnii Saff.
- Annona jamaicensis Sprague
- Annona jucunda (Diels) H.Rainer
- Annona leptopetala (R.E.Fr.) H.Rainer
- Annona liebmanniana Baill.
- Annona longiflora S.Watson
- Annona longipedicellata A.C.Webber & Gottsb.
- Annona longipes Saff.
- Annona macrocalyx R.E.Fr.
- Annona macroprophyllata Donn.Sm. (Ilama)
- Annona malmeana R.E.Fr.
- Annona mammifera (Maas & Westra) H.Rainer
- Annona manabiensis Saff. ex R.E.Fr.
- Annona maritima (Záchia) H.Rainer
- Annona membranacea R.E.Fr.
- Annona micrantha Bertero ex Spreng.
- Annona moaensis León & Alain
- Annona montana Macfad. (Bergzuurzak)
- Annona mucosa Jacq.
- Annona muricata L. (Zuurzak)
- Annona nana Exell
- Annona neglecta R.E.Fr.
- Annona neoamazonica H.Rainer
- Annona neochrysocarpa H.Rainer
- Annona neoecuadorensis H.Rainer
- Annona neoelliptica H.Rainer & Maas
- Annona neoinsignis H.Rainer
- Annona neosalicifolia H.Rainer
- Annona neosericea H.Rainer
- Annona neoulei H.Rainer
- Annona neovelutina H.Rainer
- Annona nipensis Alain
- Annona nitida Mart.
- Annona nutans (R.E.Fr.) R.E.Fr.
- Annona oblongifolia R.E.Fr.
- Annona oleifolia Westra & H.Rainer
- Annona oligocarpa R.E.Fr.
- Annona oxapampae Maas & Westra
- Annona pachyantha (Maas & Westra) H.Rainer
- Annona palmeri Saff.
- Annona paludosa Aubl.
- Annona papilionella (Diels) H.Rainer
- Annona paraensis R.E.Fr.
- Annona paraguayensis R.E.Fr.
- Annona parviflora Ruiz & Pav.
- Annona pickelii (Diels) H.Rainer
- Annona pittieri Donn.Sm.
- Annona poeppigii (Mart.) Maas & Westra
- Annona praetermissa Rendle
- Annona prevostiae H.Rainer
- Annona pruinosa Schatz
- Annona punicifolia Triana & Planch.
- Annona purpurea Moc. & Sessé ex Dunal (Soncoya)
- Annona quinduensis Kunth
- Annona rensoniana (Standl.) H.Rainer
- Annona reticulata L. (Custardappel)
- Annona rigida R.E.Fr.
- Annona rosei Saff.
- Annona rufinervis (Triana & Planch.) H.Rainer
- Annona rugulosa (Schltdl.) H.Rainer
- Annona saffordiana R.E.Fr.
- Annona salicifolia Ekman & R.E.Fr.
- Annona salzmannii A.DC.
- Annona sanctae-crucis S.Moore
- Annona scandens Diels ex Pilg.
- Annona schunkei (Maas & Westra) H.Rainer
- Annona scleroderma Saff. (Poshe-te)
- Annona sclerophylla Saff.
- Annona senegalensis Pers. (Wilde custardappel)
- Annona sericea Dunal
- Annona spinescens Mart.
- Annona spraguei Saff.
- Annona squamosa L. (Zoetzak)
- Annona stenophylla Engl. & Diels
- Annona sylvatica A.St.-Hil.
- Annona symphyocarpa Sandwith
- Annona tenuiflora Mart.
- Annona tenuipes R.E.Fr.
- Annona tomentosa R.E.Fr.
- Annona ulei R.E.Fr.
- Annona urbaniana R.E.Fr.
- Annona vepretorum Mart.
- Annona volubilis Lundell
- Annona warmingiana Mello-Silva & Pirani
- Annona williamsii (Rusby ex R.E.Fr.) H.Rainer
- Annona xylopiifolia A.St.-Hil. & Tul.

## Hybriden
- Annona ×atemoya (Atemoya)